# تسیتانگ
تسیتانگ (به لاتین: Tsetang) یک شهرک در جمهوری خلق چین است که در Nêdong District واقع شده‌است.